# Hans Jonatan
Hans Jonatan (1784–1827) (også skrevet Hans Jonathan) var en slavegjort ung mand, der tilbragte sin barndom i den danske koloni på De Vestindiske Øer. Som dreng blev han flyttet til Danmark, og deltog senere i Slaget på Reden i 1801, hvorefter han troede, at han havde optjent sin frihed. Han forlod sin ejer, og efter en principiel sag om retten til at eje slavegjorte uden for de Vestindiske Øer flygtede Hans Jonatan i 1802 til Island, hvor han som en af de første ikke-hvide personer bosatte sig og siden stiftede familie.
I 2014 blev udgivet en biografi om Hans Jonatan af Gísli Pálsson i Island. En engelsksproget udgave med titlen The Man Who Stole Himself: The Slave Saga of Hans Jonathan blev udgivet i september 2016  på University of Chicago Press. Den 24. marts 2017 udkom bogen på dansk under titlen, Hans Jonathan, Manden som stjal sig selv, på forlaget Rebel With a Cause.

## Opvækst
Hans Jonatan blev i 1784 født ind i slaveri på en plantage på øen Sankt Croix, der i 1733 af Det Dansk-vestindiske kompagni var blevet købt fra Frankrig. Hans Jonatans moder var Emilia Regina, en sort "husslave", der første gang omtales i registre i 1773 på plantagen 'La Reine', hvor hun formentlig blev født. I forbindelse med Hans Jonathans dåb nævnes faderen som "secretairen", som med stor sandsynlighed kunne være Hans Gram, en ung dansk mand (Niels Brocks nevø) som tilbragte tre år i Caribien som Schimmelmanns sekretær, hvorefter han rejste til Amerika og blev en anerkendt om aldrig velbeslået komponist.[kilde mangler]
Hans Jonatan var ejet af danskeren Heinrich Ludwig Ernst von Schimmelmann, der i to perioder var generalguvernør på øerne.

## Liv i Danmark
Som følge af økonomiske problemer i plantagen måtte Schimmelmann i 1789 flytte til København. Han tog Emilia Regina med sig, og senere Hans Jonatan. Ludwig Schimmelmann døde kort efter, og Hans Jonatan blev herefter overtaget af enken Henrietta Catharina von Schimmelmann.
I 1801, i en alder af 17 år, flygtede Hans Jonatan. Han meldte sig til den danske flåde og deltog under Slaget på Reden samme år. Hans Jonatan høstede anerkendelse og respekt for sin indsats under slaget, og den danske kronprins Frederik gav Hans Jonatan sin frihed som belønning.

Enken von Schimmelmann accepterede imidlertid ikke kronprinsens frigivelse af den unge mand. Samme dag som han forlod enkens ejendom i Amaliegade begærede enken Hans Jonatan ( ... en Mulat af en gulagtig Couleur) arresteret for tyveri og bragt tilbage til sin ejer. Hans Jonatan blev herefter anholdt og indsat i Stadens Arresthus. Enken anlagde herefter retssag ved Kiøbenhavns Hof og Stadsret, hvor hun gjorde krav på ejerskabet til Hans Jonatan og indikerede, at hun havde til sinds at sende ham tilbage til Vestindien og sælge ham der. Under retssagen Generalmajorinde Henriette de Schimmelmann contra mulatten Hans Jonathan 1802 gjorde Hans Jonatan og dennes advokat Beyer gældende, at selvom slaveri var lovligt på De Vestindiske Øer, så var slaveri ikke lovligt i Danmark, hvorfor Hans Jonatan ikke kunne holdes som slave i København. Retsformanden, den senere statsminister Anders Sandøe Ørsted, afgjorde imidlertid den 31. marts 1802, at Hans Jonatan ikke var en fri mand men enkefru Schimmelmanns ejendom, og at han kunne sendes tilbage til Vestindien.

## Liv på Island
Det lykkedes imidlertid Hans Jonatan i 1802 atter at undslippe, idet han flygtede til Island, der på daværende tidspunkt var en del af Danmark-Norge. Den Danske administration havde imidlertid ikke viden om Hans Jonatans ophold på øen.
Det var først omkring 1990'erne, at Hans Jonatans historie blev kendt i den bredere offentlighed. I følge Palssons bog ankom Hans Jonathan i Island i 1802, kort tid efter dommen, og meget tyder på at han ankom direkte til den lille havneby Djúpivogur i Island, hvor han også fik arbejde i den lokale købmandsbutik. Om nogle af hans højtstående kontakter i Danmark har været medvirkende til at sikre såvel Hans Jonathans flugt som en arbejdsplads ved ankomsten vides ikke med sikkerhed. Den første optegnelse om Hans Jonatan efter 1802 findes i dagbogen ført af den norske kartograf Hans Frisak den 4. august 1812:
Ekspedienten i butikken er fra Vestindien, har ikke noget efternavn ... han kalder sig Hans Jonatan. Han er meget mørk i huden og er med kulsort krøllet hår. Hans fader er europæer og moderen neger. Han var tolv år gammel da han kom til Danmark fra Vestindien med Schimmelmann og én og tyve år da han kom her til ladet for syv år siden.
Frisak antog Hans Jonatan som sin guide på Island. Hans Jonatan levede som bonde på Borgargarður, hvor han også arbejdede på den danske handelsstation i Djúpivogur. Han overtog handelsstationen i 1819. I februar 1820 giftede han sig med Katrín Antoníusdóttir fra Háls. De fik tre børn, hvoraf de to overlevede barndommen. Efterkommerne omfatter i dag ca. 500 indbyggere. Der har verseret spekulationer om, at Islands tidligere statsminister Davíð Oddsson skulle nedstamme fra Hans Jonatan men dette har ikke kunne verificeres.

## Eftermæle
I 2023 opførte teaterforeningen Hammermøllens Teatergruppe musicalen En fri mand om Hans Jonatan. Musicalen blev skrevet af Rasmus Mark Pedersen og Ulrik Trolle Schwartz, og Hans Jonatan blev spillet af Haile Grangaard Bach.